# Gara Băneasa

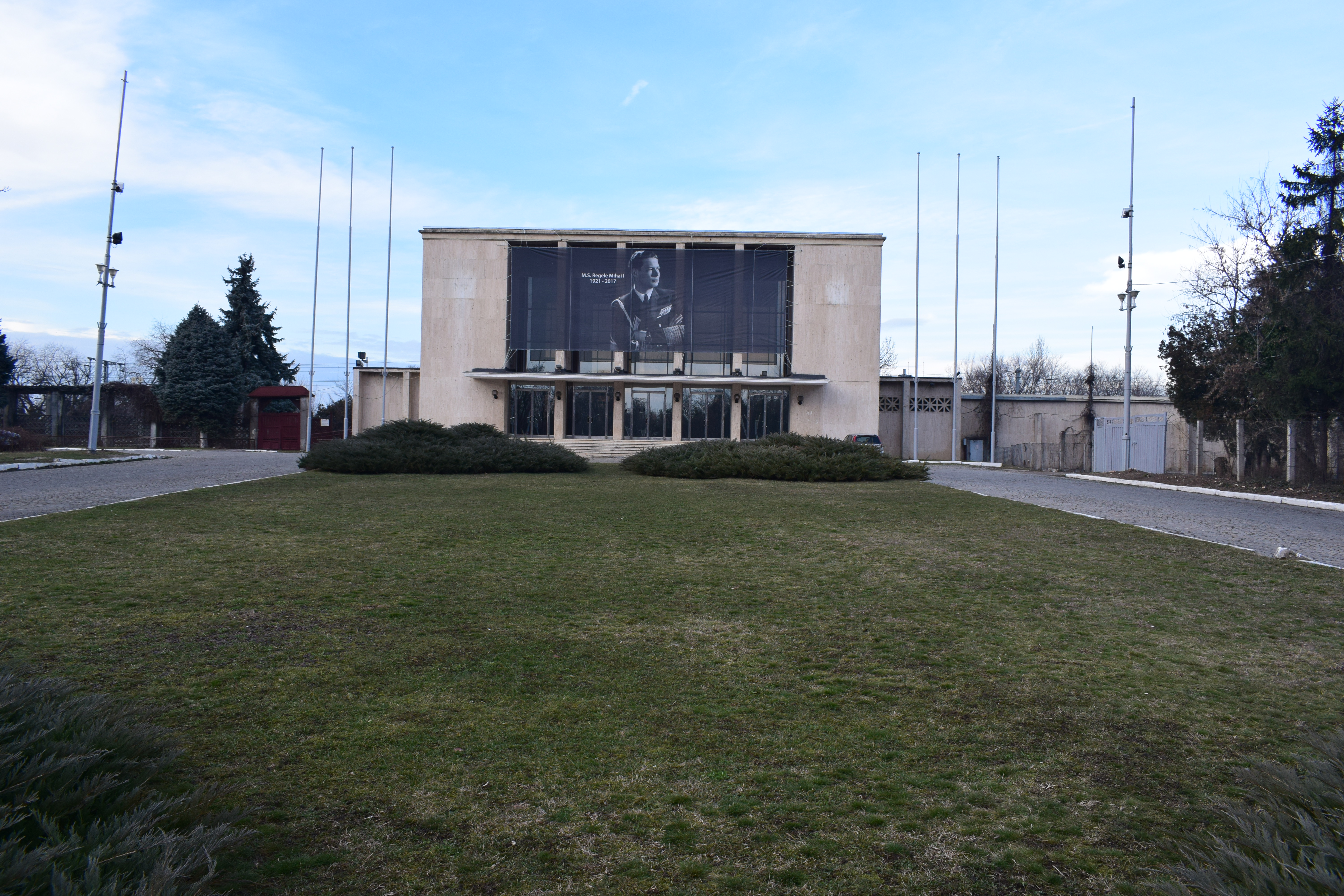
Fațada Gării Regale Băneasa, acoperită cu fotografia M.S. Regelui Mihai I al României, la două săptămâni după funeralii

Gara Băneasa (cunoscută înainte de 1940 sub numele de Gara Mogoșoaia) este o gară din cartierul Băneasa, București, situată în apropierea Vilei Minovici, a Fântânii Miorița și a Podului Miorița.

## Istoricul gării

### Înainte de Primul Război Mondial
Gara de călători a fost inaugurată la 17 noiembrie 1886, sub numele de „Gara Mogoșoaia”. Clădirea a fost construită după planurile gărilor de clasa a III-a de pe linia București–Predeal, având un aspect similar celor din stațiile Căiuți, Florești-Prahova sau Turnu Măgurele.

### Primul Război Mondial și perioada interbelică
În 1914, trupul neînsuflețit al regelui Carol I a fost adus de la Sinaia până la Gara Mogoșoaia, pentru a fi transportat până la Palatul Regal, pe un afet de tun.
La 1 decembrie 1918, Familia Regală a României a coborât în această gară din trenul care-i aducea în București din refugiul în Moldova din timpul Primului Război Mondial, pentru a-și continua intrarea triumfală călare. Tot aici a coborât și pe 16 octombrie 1922 regele Ferdinand, după ce s-a întors de la ceremonia de încoronare de la Alba Iulia.

#### Noua gara regală
În 1936, Direcția Generală a CFR a decis construirea a două noi gări regale la Mogoșoaia (actuală Băneasa) și Sinaia, cu scopul de a crea un cadru solemn pentru primirile regale. Planurile au fost întocmite în 1937 de arhitectul Duiliu Marcu, iar execuția a aparținut echipei condusă de inginerul Mihai Gheorghiu. Inaugurarea construcției a avut loc pe 9 iunie 1938, la ora 12, în prezența autorităților și a unui sobor de preoți care au oficiat serviciul divin. Din partea regelui Carol al II-lea a fost prezent mareșalul palatului regal, Ernest Urdărianu. De aici, în dimineața zilei de 24 iulie 1938 a plecat cortegiul funerar al Reginei Maria spre Curtea de Argeș.
De la 10 noiembrie 1939, numele gării a fost schimbat în „București-Băneasa”. Ea funcționat ca gară regală până în anul 1947, momentul instalării Republicii.

### Perioada comunistă
După 1950, gara a fost utilizată drept gară de protocol pentru „trenul prezidențial” (de fapt vechiul Tren Regal) al șefilor de stat ai României și pentru primirea oficialităților străine. Noile autorități din România au folosit-o ca gară prezidențială, pentru deplasările liderului comunist Gheorghe Gheorghiu Dej, dar și pentru primirea altor delegații. Gara dispunea de un sistem de aer condiționat (poate de proveniență americană), considerat foarte performant pentru anii '50-'60. La primirea delegațiilor oficiale se acoperea peronul cu un imens covor persan. Șeful gării era cel care întocmea mersul trenului, atât pentru trenul special, cât și pentru locomotiva ante-mergătoare, care mergea, de obicei, cu 30 minute înaintea trenului special, din motive de securitate.

### Perioada postcomunistă
În 2007, gara a fost temporar închisă datorită lucrărilor în desfășurare la Culoarul IV Pan European (segmentul Arad-Constanța).
Actualmente, stația este folosită de pentru traficul de călători numai ocazional, mai ales pe timpul verii, când opresc aici trei perechi de trenuri sezoniere operate de CFR Călători care circulă pe rutele Satu Mare - Mangalia, Timișoara-Mangalia și Deva-Mangalia. 
Începând din anul 2012, în semn de reînnodare a bunei tradiții dinainte de 1947, Gara Regală Băneasa, gară cu semnificație istorică, este folosită periodic de Familia Regală a României ca punct de plecare și de sosire pentru călătoriile-simbol efectuate de Majestatea Sa Margareta cu Trenul Regal.
În anul 2017, Gara Băneasa a constituit punctul de plecare a Trenului Regal care a transportat sicriul Majestății Sale Regelui Mihai I al României la Curtea de Argeș, în cadrul ceremoniei funerare.

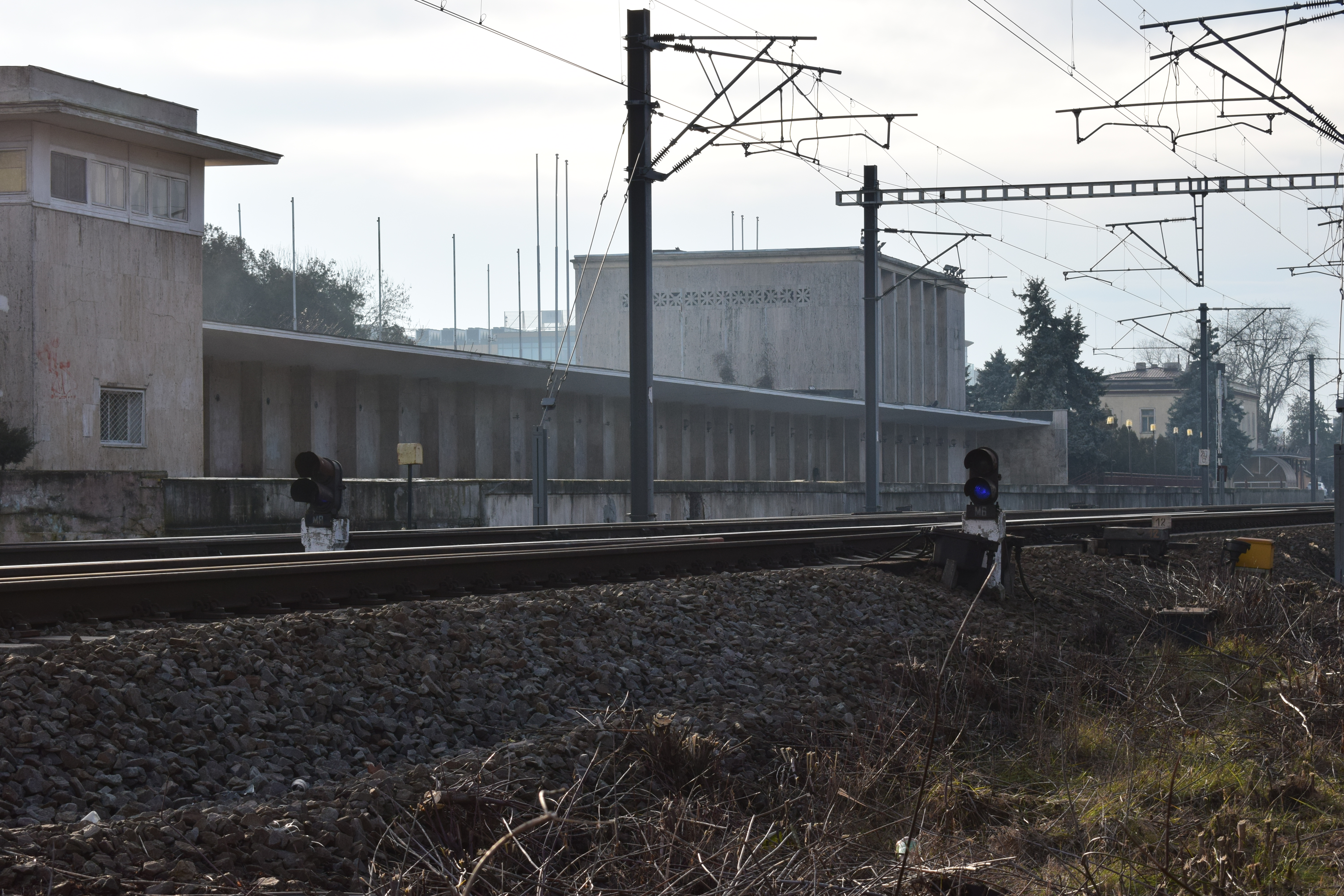
Gara Băneasa, vedere dinspre peron
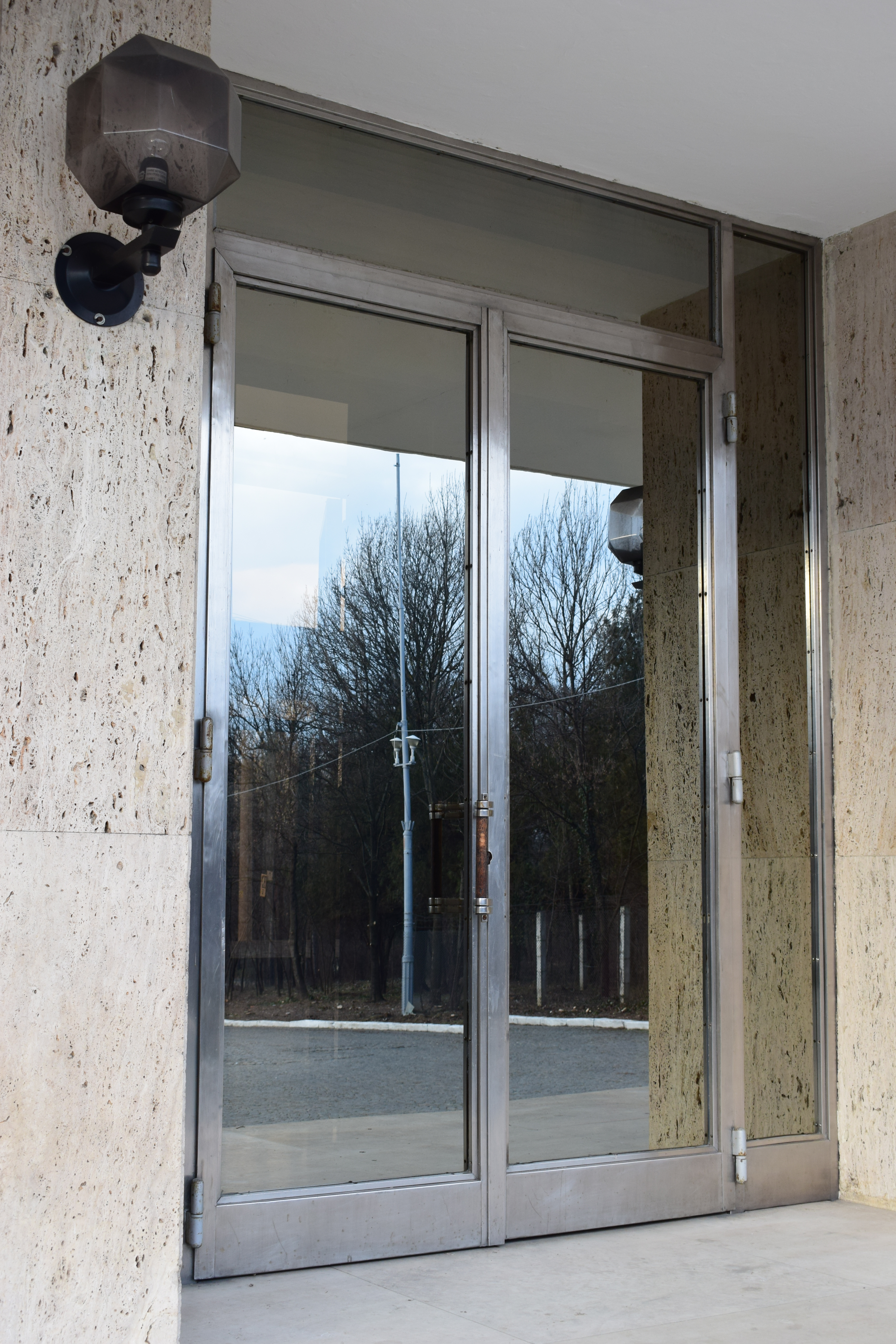
Detaliu de arhitectură din Gara Băneasa: ușă de intrare în sala de așteptare
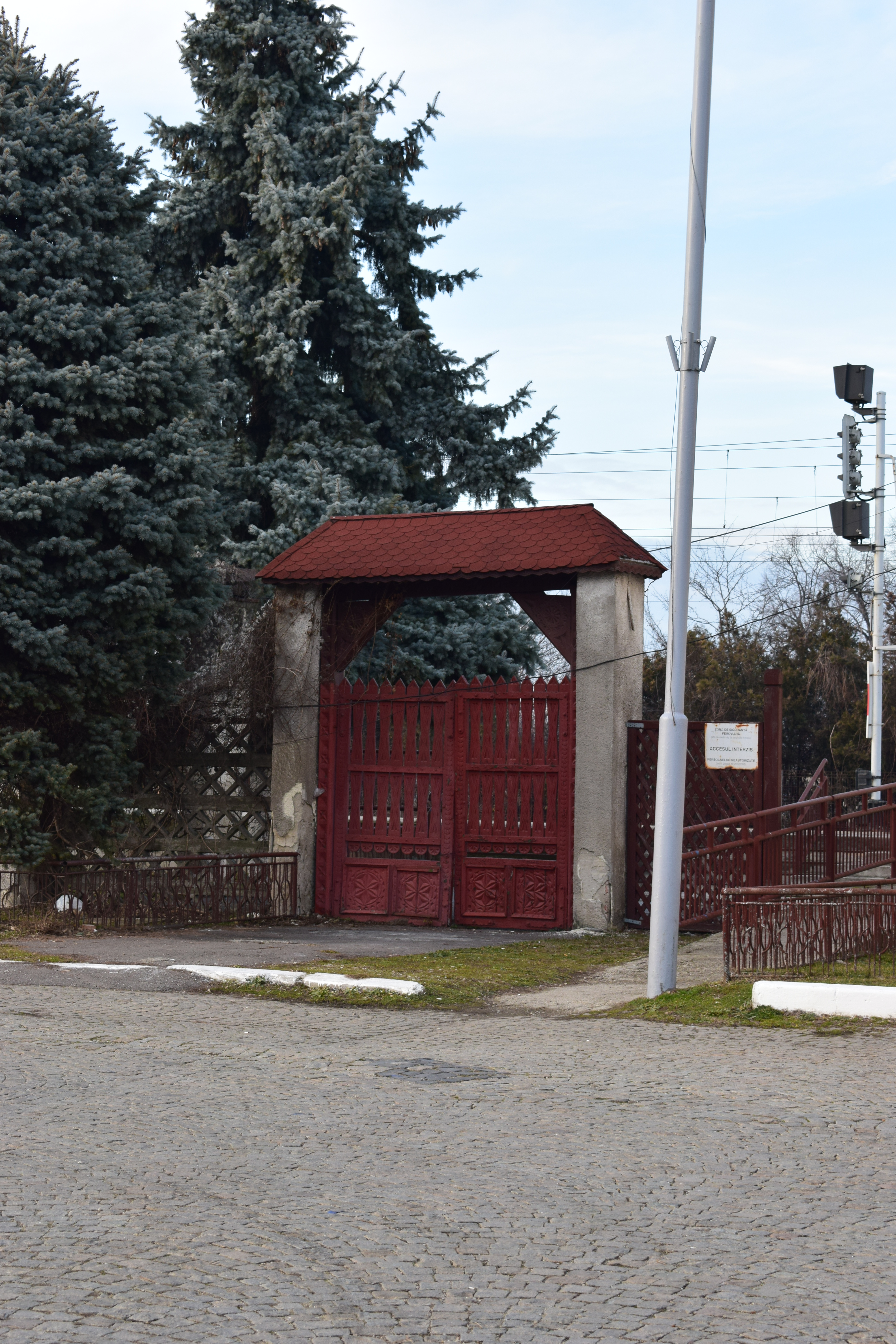
Poarta de intrare pe peronul Gării Regale Băneasa, construită în stil tradițional românesc
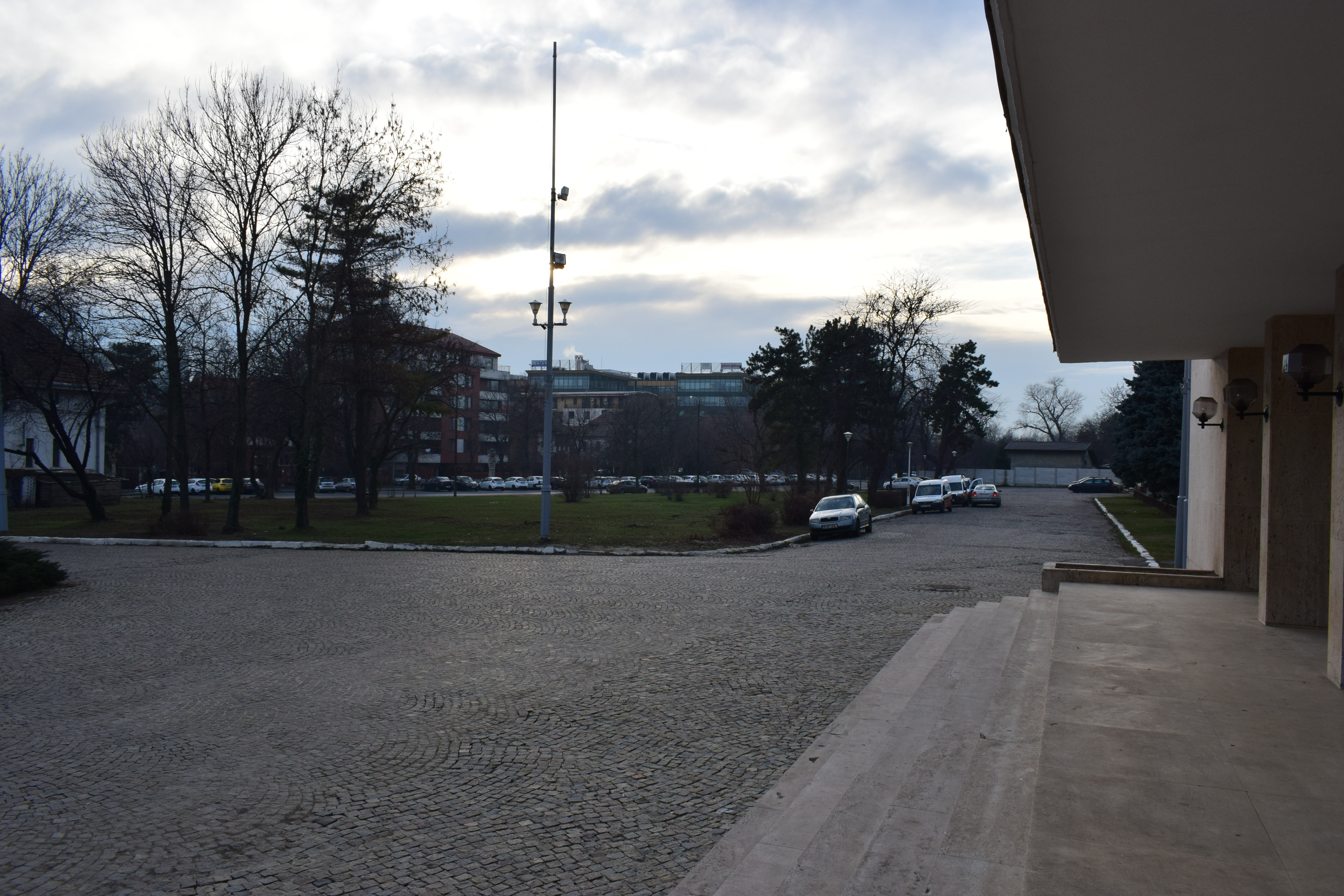
Vedere generală a pieței din fața Gării Regale Băneasa
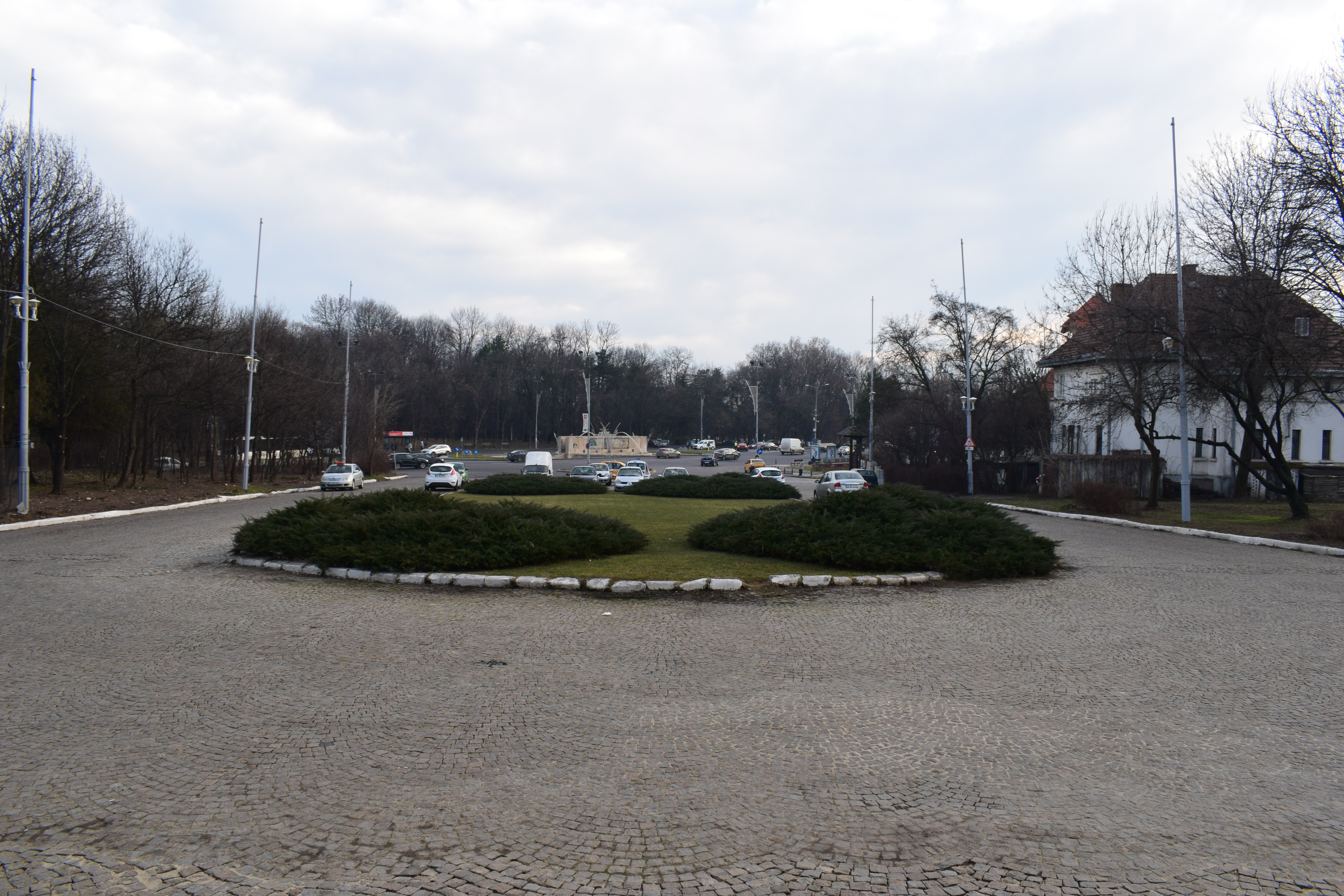
Vedere generală a pieței din fața Gării Băneasa. Se pot observa Fântâna Miorița (în plan îndepărtat) și Vila Minovici (în dreapta, clădirea din spate)
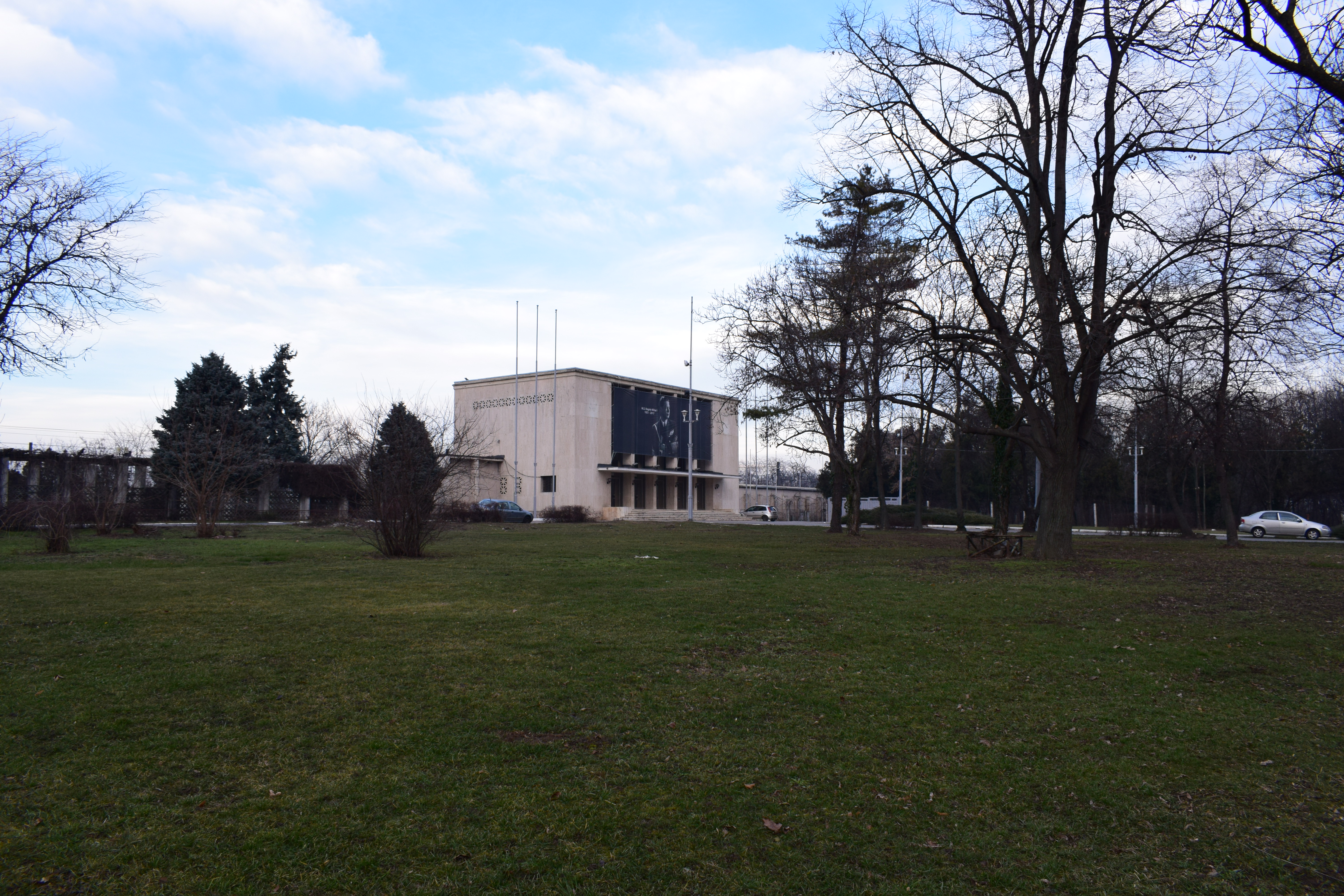
Vedere din lateral a Gării Regale Băneasa, cu pergola cu trandafiri
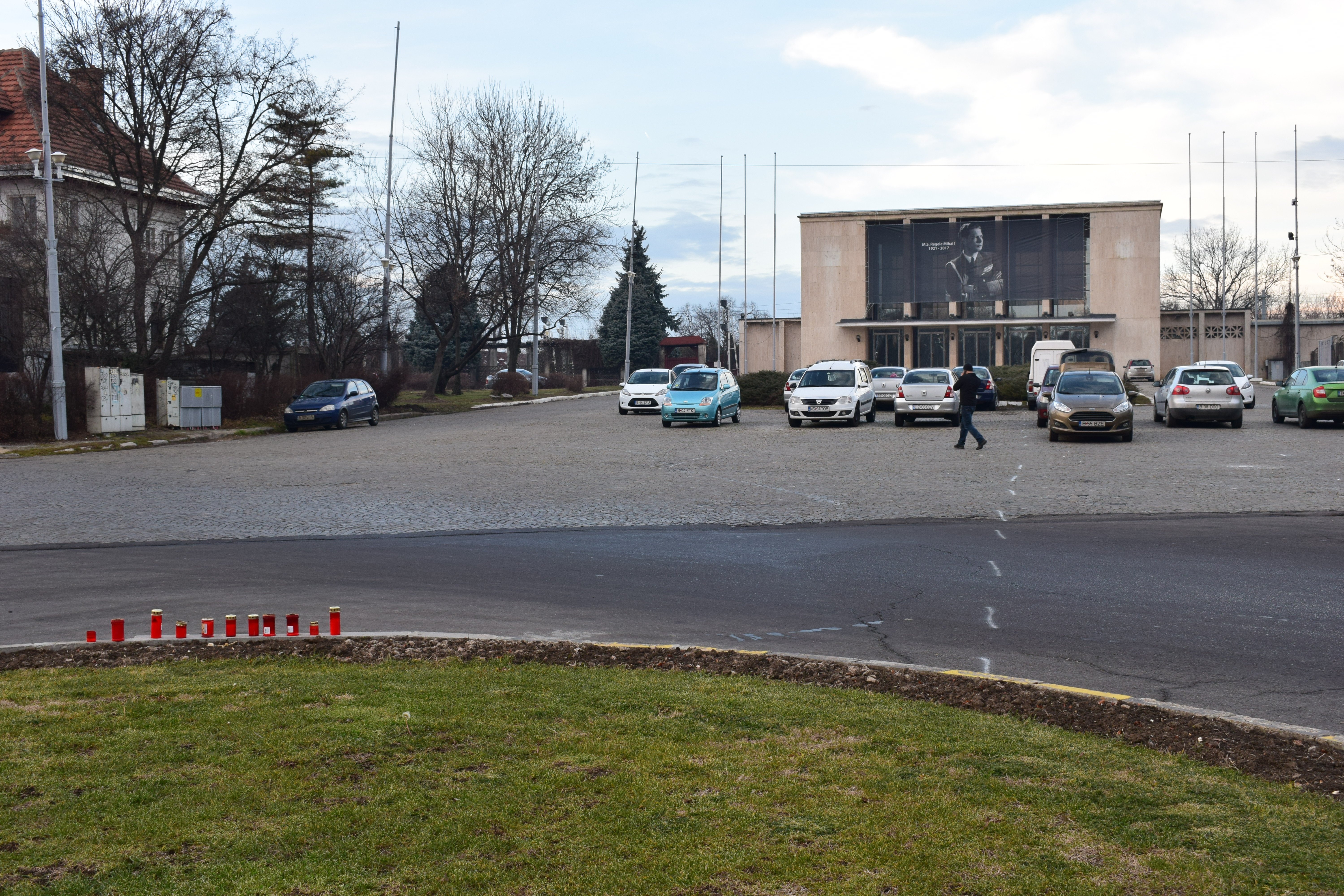
La două săptămâni după ce cortegiul funerar al M.S. Regelui Mihai I al României a plecat din Gara Regală Băneasa spre Curtea de Argeș, oamenii încă aprind lumânări în fața ei, pe trotuar